# Basiceros convexiceps
Basiceros convexiceps är en myrart som först beskrevs av Mayr 1887.  Basiceros convexiceps ingår i släktet Basiceros och familjen myror. Inga underarter finns listade.